# Linia kolejowa 131 Bratislava – Komárno
Linia kolejowa nr 131 Bratislava - Komárno – linia kolejowa o długości 95 km, łącząca Bratysławę ze stacją Komárno przy granicy z Węgrami. 
Linia jest jednotorowa niezelektryfikowana.

## Historia linii
Linia została oddana do użytku 17 listopada 1896 roku.